# Vall de Ebo
Vall de Ebo ou Valle de Ebo (em castelhano) ou la Vall d'Ebo (em valenciano e oficialmente) ou simplesmente Ebo é um município da Espanha na província de Alicante, Comunidade Valenciana. Tem 32,4 km² de área e em 2021 tinha 204 habitantes (densidade: 6,3 hab./km²).

## Demografia
| Variação demográfica do município entre 1991 e 2004 | Variação demográfica do município entre 1991 e 2004 | Variação demográfica do município entre 1991 e 2004 | Variação demográfica do município entre 1991 e 2004 |
| --------------------------------------------------- | --------------------------------------------------- | --------------------------------------------------- | --------------------------------------------------- |
| 1991                                                | 1996                                                | 2001                                                | 2004                                                |
| 359                                                 | 343                                                 | 318                                                 | 336                                                 |